# Alexandre-Marie Desrousseaux
Pour les articles homonymes, voir Bracke.
Alexandre-Marie Desrousseaux, dit Bracke ou Bracke-Desrousseaux, né le 29 septembre 1861 à Lille (Nord) et mort le 25 décembre 1955 à Paris (Seine), est un enseignant, journaliste et homme politique français, militant socialiste.

## Biographie
Alexandre Bracke-Desrousseaux (Bracke est le nom de jeune fille de sa mère) est le fils du chansonnier Alexandre Desrousseaux, auteur du P'tit Quinquin.
Il fut élève du lycée Faidherbe de Lille. Boursier de Lille, puis de l'État, Bracke est bachelier de lettres en 1879. Il entre au lycée Louis-le-Grand pour y préparer l'École normale supérieure et y accède en 1881.
Il en sort en 1884, reçu premier à l'agrégation. Il est envoyé en 1885 à l'École française de Rome où pendant deux ans il affronte les textes anciens. Rentré en France, il est nommé en 1887 Maître de conférences, chargé du cours de philosophie grecque à la Faculté de lettres de Lille, puis à la Sorbonne où il devient en 1896 directeur d'études adjoint et en 1915 directeur d'études à l'Ecole des Hautes études.
En parallèle, il prépare pour l'Institut un mémoire sur les manuscrits d'Hérodote.
Bracke-Desrousseaux adhère au marxisme après avoir lu Le Capital. Ami de Jules Guesde, d'abord membre du Parti ouvrier français, il rejoint la Section française de l'Internationale ouvrière (SFIO) lors de la fusion des différents courants socialistes mais reste une figure du guesdisme. On lui doit d'ailleurs l'adoption du sigle SFIO par les socialistes de France en 1905. Le guesdisme de Bracke ne l'empêche pas de devenir un des rédacteurs de L'Humanité de Jean Jaurès, titre auquel il collabore jusqu'en 1919. En 1912, il s'oppose à la double appartenance d'un militant socialiste au parti et à la franc-maçonnerie.
Il est député de la Seine (1re circonscription du XIVe arrondissement de Paris) en avril 1912, réélu en 1914. En 1919 il est élu sur la liste du Parti socialiste dans la 3e circonscription de la Seine (Paris rive gauche et XVIe arrondissement), mais il est battu en 1924. En 1928 ce sont les électeurs du Nord (4e circonscription de Lille qui l'envoient siéger à la Chambre des députés jusqu'en 1936. Il ne se représente pas lors du scrutin de 1936. Il est également conseiller municipal de Lille. Au lendemain du scrutin municipal de 1929, il occupe quelques jours le fauteuil de maire. Il quitte cette fonction dès le retour de Roger Salengro au sein du conseil municipal. À partir de 1936 il est directeur du Populaire, l'organe du Parti socialiste SFIO.
Pendant la Seconde guerre mondiale, Bracke et sa femme Luce demeurent à Paris dans leur appartement du 14, avenue Paul-Appell (14e) où ils reçoivent de nombreux militants socialistes, dont plusieurs futurs responsables du mouvement de résistance Libération-Nord, comme Jean Texcier, l'un de ses disciples au sein de la SFIO (qui habite dans le même quartier et qui vient d'écrire ses fameux « Conseils à l'occupé »), mais aussi Christian Pineau ou Amédée Dunois (qui mourra en déportation).
Perquisitionnés une première fois par les Allemands en 1940, les Bracke sont finalement arrêtés le 27 juin 1944 par la Gestapo, ainsi que leur voisin et membre du mouvement Défense de la France, Henri Auchier. Après avoir été incarcéré à la prison de Fresnes, Alexandre Bracke-Desrousseaux est libéré au début juillet (après différentes interventions du monde universitaire ainsi que de l'ancien ministre socialiste Paul Faure auprès de Laval). Il est nommé membre d'honneur du comité local de libération du 14e arrondissement. Luce Bracke en revanche demeura internée et ne fut libérée in extremis que le 17 août 1944. Quant à Henri Auchier, il est déporté à Büchenwald dont il revient en avril 1945..
Il est le premier traducteur en français de Rosa Luxemburg, dont il a fait la connaissance au cours des congrès socialistes internationaux.

## Prix et signatures
L’Académie française lui décerne le prix Jules-Janin en 1899 pour la traduction des Poèmes de Bacchylide de Céos.
Il signe :
- « Bracke » pour ses traductions d'auteurs marxistes :
  - Rosa Luxemburg (trad. Bracke, préf. Paul Frölich), Grève de masses, Parti et Syndicats, Paris, Maspero, coll. « Bibliothèque socialiste », 1964 (1re éd. 1909) (présentation en ligne) ;
  - Friedrich Engels, L'Origine de la famille, de la propriété privée et de l'État (trad. Bracke), 1946 ;
  - Friedrich Engels, Anti-Dühring (trad. Bracke), Paris, éd. Alfred Costes, 1949 ;
  - Karl Kautsky, Le Bolchevisme dans l'impasse (préf. inédite de l'auteur pour l'éd. franç., trad. Bracke, introd. d'Henri Weber) ;
- « A.-M. Desrousseaux », ou « A. M. Desrousseaux », pour ses traductions de Nietzsche et ses ouvrages de philologie grecque antique :
  - Friedrich Nietzsche, Humain, trop humain (trad. A.-M. Desrousseaux), Paris, 1921 ;
  - A. M. Desrousseaux, Observations critiques sur les Livres III et IV d'Athénée, Paris, 1942 ;
  - Athénée de Naucratis, Les Deipnosophistes : livres I et II (texte établi & trad. A. M. Desrousseaux, avec le concours de Charles Astruc), Paris, Les Belles Lettres, 1956.

### Sources
- Bracke Alexandre, Marie (Desrousseaux dit), dans le Dictionnaire biographique, mouvement ouvrier, mouvement social
- « Alexandre-Marie Desrousseaux », dans le Dictionnaire des parlementaires français (1889-1940), sous la direction de Jean Jolly, PUF, 1960 [détail de l’édition]